# Hồ Kleinhesselohe
Hồ Kleinhesselohe  là hồ nhân tạo và thuộc Vườn Anh (München) (600 m phía Đông của trạm U-Bahn Münchner Freiheit). Hồ nằm ngay phía Nam của Isarring, mà tách Hirschau với vùng phía Nam của vườn Anh, và cũng là nơi ưu thích của du khách.

## Lịch sử
Hồ được Reinhard von Werneck, Thiếu tướng chịu trách nhiệm cho vườn từ 1799 tới 1803, cho đào vào năm 1803, ban đầu rộng khoảng 3,5 ha giữa Schwabing (hồi đó còn là một làng ở phía Bắc của München) và Kleinhesselohe (hồi đó là một trạm gác nằm ở bìa phía Bắc của vườn cũng như là cổng vào Hirschau nằm ở phía Bắc. Người trông vườn dựng một quán bán bia tạm bợ cho những người làm việc trong vườn. Chẳng bao lâu người ta bán cả sữa và các món ăn nguội và trở thành một điểm hẹn được ưa thích cho những người đi dạo trong vườn. Một chòi cho nhảy đầm càng lôi cuốn thêm du khách.
Từ năm 1807 tới 1812 hồ được người kế tiếp của Werneck Friedrich Ludwig Sckell, một kiến trúc sư công viên, mở rộng ra hơn gấp đôi và có diện tích của hồ bây giờ. Do được mở rộng hồ bây giờ nằm rất gần Kleinhesselohe, và cái quán Biergarten đó bây giờ là Seehaus. Từ năm 1882 cho tới 1883 Gabriel von Seidl cho xây một nhà chứa thuyền có bán thức ăn. Nhà này vào năm 1935 được thay thế bởi Rudolf Esterer với một ngôi nhà mới có sân ngồi bên hồ, cho tới khi bị giật sập vào năm 1970 rất được ưa thích. Để thế vào chỗ đó người ta định xây một làng Nhật, tuy nhiên dự định này không bao giờ được hình thành vì rất tốn kém. Mãi đến 15 năm sau thì Seehaus hiện thời mới được xây thay thế cho một căn nhà được xây tạm.

## Hình ảnh

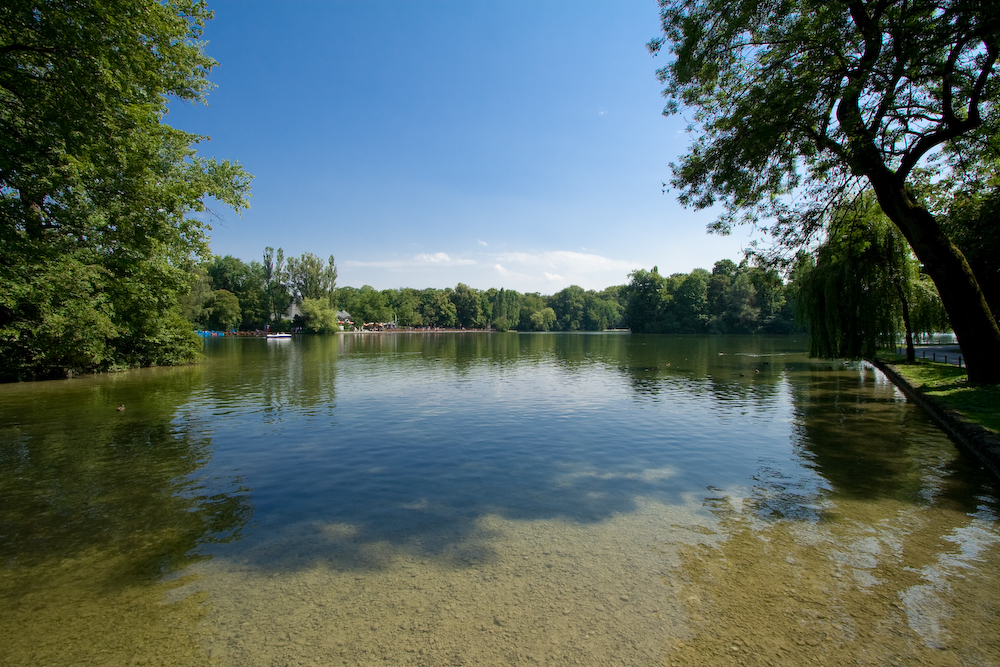
Kleinhesseloher See
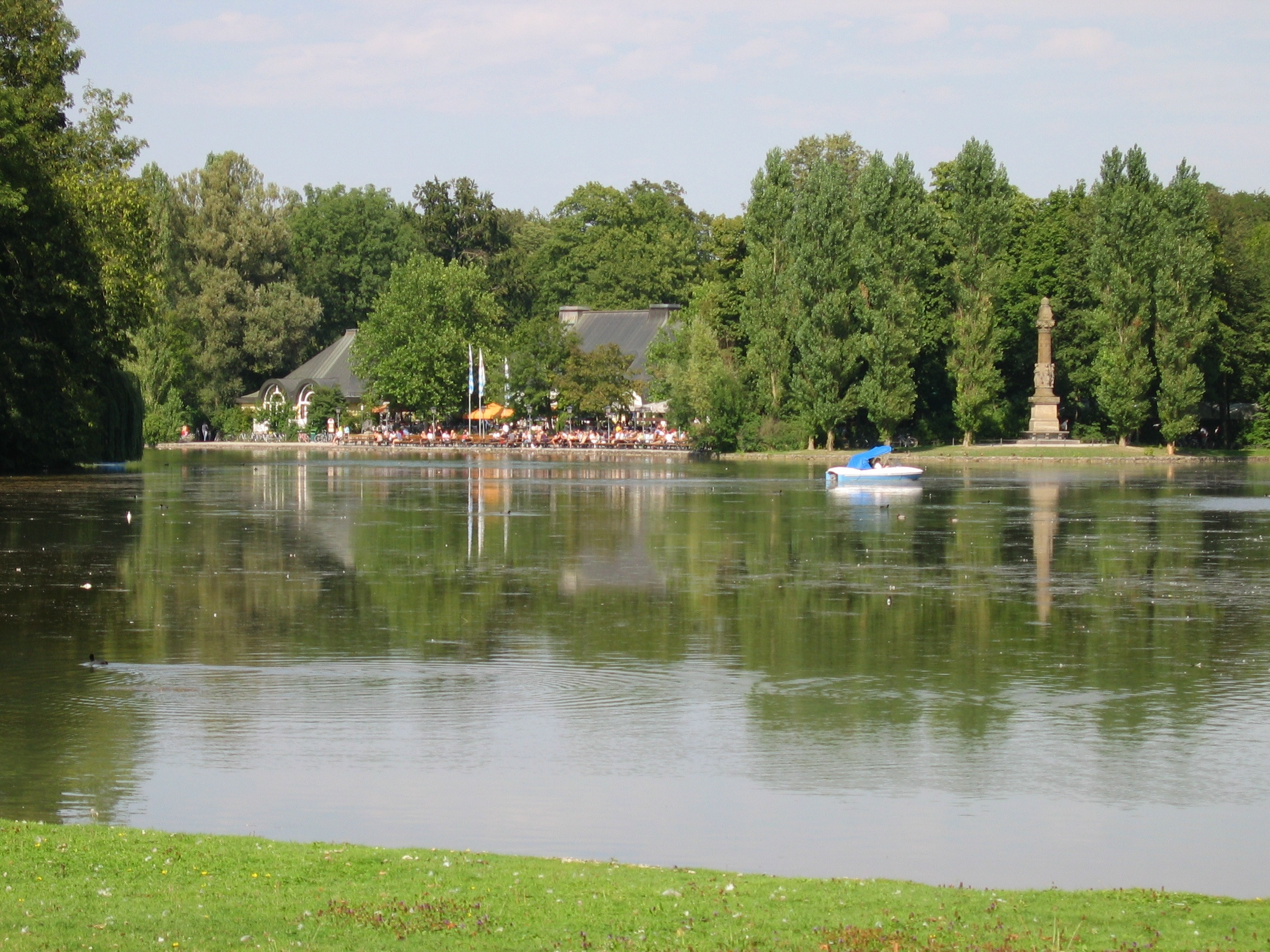
Kleinhesseloher See với đài tưởng niệm Sckell và Seehaus
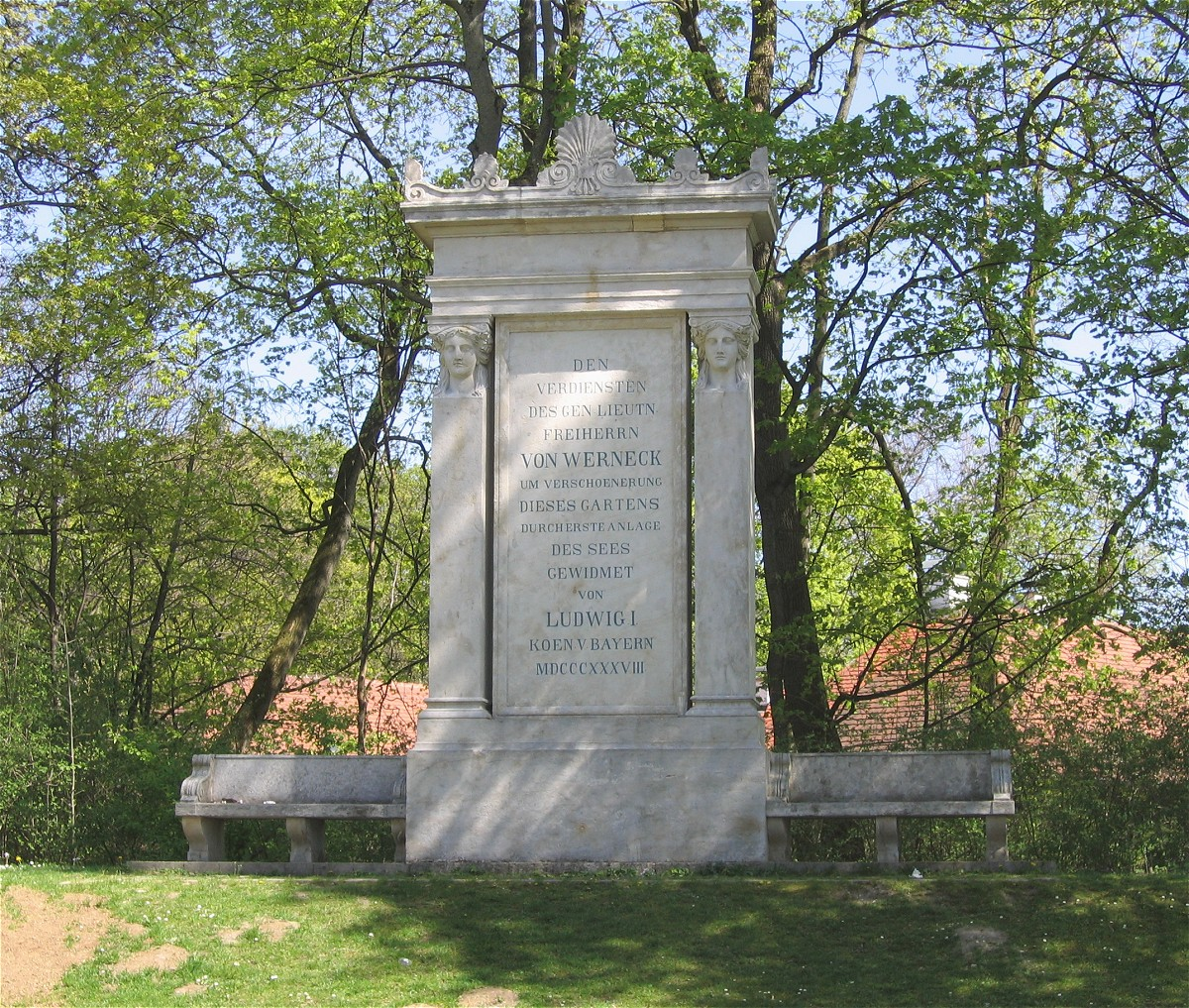
Đài tưởng niệm Werneck tại hồ
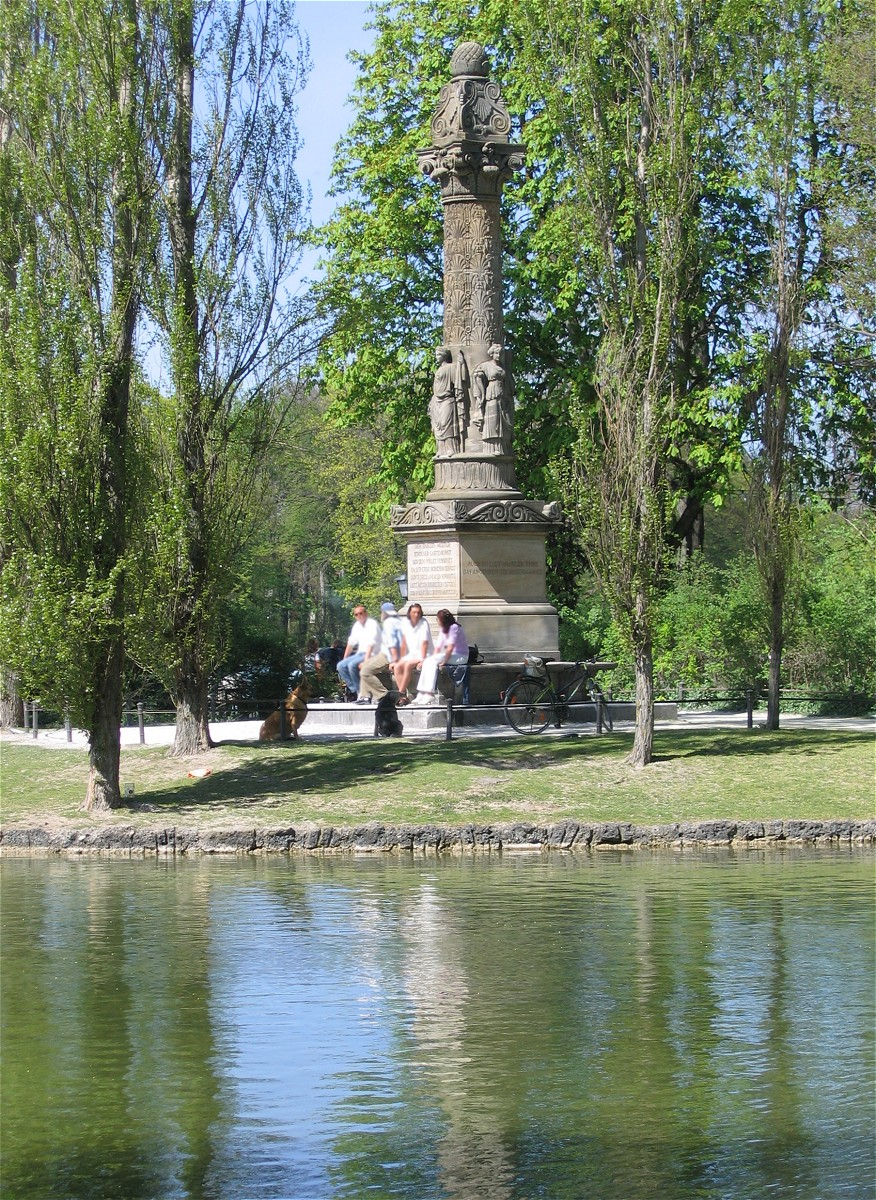
Đài tưởng niệm Sckell tại hồ